# Глубочок (Винницкая область)
Глубочо́к (укр. Глибочок) — село на Украине, находится в Гайсинском районе Винницкой области.
Код КОАТУУ — 0524181201. Население по переписи 2024 года составляет 514 человека. Почтовый индекс — 24340. Телефонный код — 4343.
Занимает площадь 2,376 км².
В состав Глубочанского сельского совета входят села Глубочек, Скибинцы и поселок Глубочанское. Земли Глубочанского сельского совета расположены в западной части Тростянецкого района на расстоянии 14 км от пгт. Тростянец.
Транспортная связь с райцентром проводится по автодороге с твердым покрытием.
Название ГЛЫБОЧОК происходит от крупных каменных глыб, нависших над левым берегом Южного Буга.
Есть сведения, что в селе был спиртовой завод, крупные мельницы, шерстно перерабатывающие станки.
К 1862 году Глубочек был районным центром.
В состав Глубочанского сельского совета входит и село Скибинцы. Название его происходит от скал, выступающих горизонтальными слоями (скыбами - ломтями). Еще в 15 веке на этом месте, где село Скибинцы, был город Красное поле.
Турки разрушили город, а остался турецкий мостик. Скибинцы было разрушено в 1830 году, по приказу царя, за участие помещика в польском восстании. Население села выслано в Бессарабию, здания уничтожили и место перепахали в поле. После реформы 1861 года население вернулось в деревню. До 1917 года село считалось военным поселениям, подчиненным Киевскому военному округу.

## Адрес местного совета
24340, Винницкая область, Тростянецкий р-н, с. Глубочок